# Knuckles' Chaotix
Knuckles' Chaotix är ett plattformsspel i Sonicserien, utvecklat av Sonic Team och släppt till Sega 32X. Det släpptes i Nordamerika i mars 1995, i Japan den 21 april samma år och i slutligen i Europa i maj samma år. Spelet skulle från början ha återsläppts i Sonic Gems Collection, men utelämnades av oklar anledning. Spelet är det enda i Sonicserien som släpptes till Sega 32X och är ett klassiskt sidoscrollande Sonicspel som bland annat inkluderar möjligheten att spela två stycken samtidigt.
Ironiskt nog att den är också enda Sonicspel som inte kan spelas som Sonic. Istället är Knuckles huvudpersonen i spelet.
Då spelkonsolen floppade sålde spelet inte särskilt bra heller, och blev också det sista klassiska sidoscrollande Sonic-spelet. Det fick dessutom medelmåttig kritik, bland annat för sin tråkiga bandesign.